# Indianocéanisme

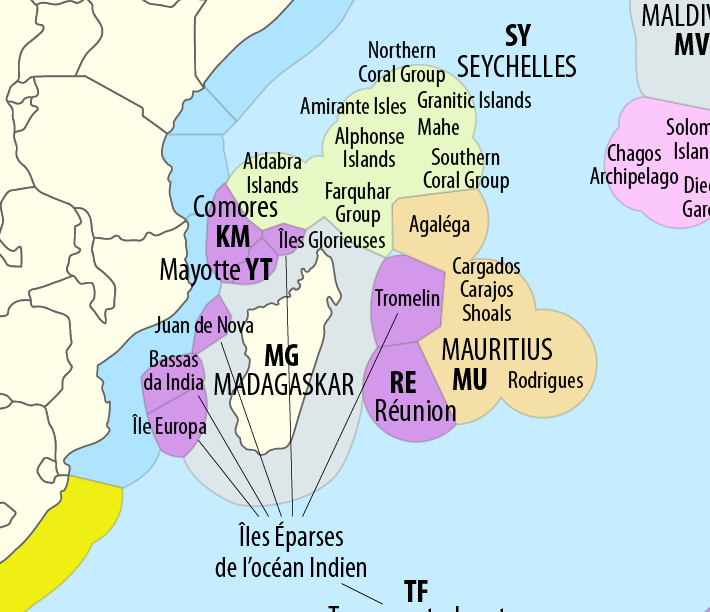
Carte des Zones économiques Exclusives du Sud-Ouest de l'Océan Indien (Indianocéanie)

L'indianocéanisme est une idéologie à prétention humaniste issue du sud-ouest de l'océan Indien dont le nom, un néologisme, a été inventé par le Mauricien Camille de Rauville à l'occasion du colloque fondateur de l'Association historique internationale de l'océan Indien, en 1960 à Tananarive. Elle part du constat de l'existence d'une littérature spécifique au sein de la littérature de l'océan Indien se caractérisant par un usage privilégié de la langue française ainsi que par quelques traits spécifiques tels que le recours au mythe de la Lémurie ou à son héritage hindou. L'indianocéanisme, inspiré pendant longtemps de l'algérianisme, se distingue en revanche volontairement de l'indianisme. Avec le temps, il tendra ensuite à se confondre avec la Créolie, qui restera néanmoins plus typiquement réunionnaise, car plus favorable au métissage biologique.